# Flabelligella
Flabelligella is een geslacht van borstelwormen uit de familie van de Acrocirridae. De wetenschappelijke naam van het geslacht werd voor het eerst geldig gepubliceerd in 1965 door Hartman.

## Soorten
- Flabelligella macrochaeta (Fauchald, 1972)
- Flabelligella mexicana Fauchald, 1972
- Flabelligella minuta Hartman, 1965
- Flabelligella papillata Hartman, 1965

### Synoniemen
- Flabelligella biscayensis Kolmer, 1985 => Flabelligena biscayensis (Kolmer, 1985)
- Flabelligella cirrata Hartman & Fauchald, 1971 => Flabelligena cirrata (Hartman & Fauchald, 1971)
- Flabelligella erratica Orensanz, 1974 => Flabelligena erratica (Orensanz, 1974)
- Flabelligella mediterranea Kolmer, 1985 => Flabelligena mediterranea (Kolmer, 1985)